# 28 de febrero
El 28 de febrero es el 59.º (quincuagésimo noveno) día del año en el calendario gregoriano. Quedan 306 días para finalizar el año y 307 días en los años bisiestos.

## Acontecimientos
- 202 a. C.: Liu Bang es entronizado como el Emperador de China, comenzando cuatro siglos de gobierno por parte de la dinastía Han.
- 92 a. C.: en Chipre, Siria, Palestina y Egipto se registra un terremoto de magnitud 7,1 en la escala sismológica de Richter, que genera un tsunami.
- 364: Valentiniano I es nombrado emperador romano.
- 380: en Zaragoza, un concilio condena por primera vez el priscilianismo.
- 1443: en Nápoles (Italia), Alfonso V de Aragón reúne Estados Generales, en los que hace reconocer a Fernando I de Nápoles como su sucesor.
- 1465: se produce la batalla de Calaf.
- 1482: en España, el marqués de Cádiz, Rodrigo Ponce de León, conquista para el Reino de Castilla la plaza de Alhama de Granada (Guerra de Granada).
- 1484: en Córdoba (España), la Inquisición celebra un auto de fe en el que es condenado el tesorero de la Catedral de Córdoba acusado de judaizar.
- 1525: en México, el militar español Hernán Cortés hace ejecutar a Cuauhtémoc, último emperador azteca.
- 1571: en España, Felipe II decreta la organización del ejército español.
- 1574: en la Ciudad de México se realiza el primer auto de fe.
- 1707: en España, el rey escribe una Real Cédula que incorpora a la Corona los bienes confiscados a los moriscos granadinos.
- 1780: en Irán, un terremoto de magnitud 7,4 en la escala sismológica de Richter causa 200 000 muertos y grandes daños materiales. Ver Principales terremotos entre el siglo X y el XIX.
- 1788: en Venezuela se funda la aldea de San Fernando de Apure.
- 1789: en España, un decreto del rey permite el tráfico de esclavos africanos en Cuba.
- 1792: el conde de Aranda es nombrado primer ministro del gabinete de Carlos IV, donde sustituye al conde de Floridablanca.
- 1811: en la Banda Oriental (actual Uruguay), el patriota Venancio Benavides lanza el Grito de Asencio, iniciando la Revolución oriental.[1]
- 1814: el ejército de Simón Bolívar vence a las fuerzas del español José Tomás Boves en la Primera Batalla de San Mateo.
- 1827: en Estados Unidos, la Baltimore & Ohio Railroad se convierte en la primera compañía ferroviaria de ese país que ofrece transporte comercial de personas y mercancías.
- 1844: un arma en el USS Princeton explota mientras el barco está en un crucero por el río Potomac, matando a seis personas, incluidos dos miembros del Gabinete de los Estados Unidos.
- 1844: en el Teatro de la Cruz (Madrid) se estrena la obra teatral Don Juan Tenorio, de José Zorrilla.
- 1847: se libra la Batalla de Sacramento entre las fuerzas de Estados Unidos y la Segunda República Federal (México), durante la Intervención estadounidense en México, con una decisiva victoria estadounidense.
- 1848: en Francia se proclama oficialmente la Segunda República.
- 1854: en la aldea de Amotape (en el extremo norte del Perú) muere exiliado el educador venezolano Simón Rodríguez, quien fuera maestro del Libertador Simón Bolívar.
- 1870: Bulgaria alcanza el nivel de protectorado según un decreto del Sultán Abd-ul-Aziz del Imperio otomano.
- 1874: uno de los casos más largos que se han escuchado en un tribunal inglés termina cuando el acusado es declarado culpable de perjurio por intentar asumir la identidad del heredero de la baronetique de Tichborne.
- 1900: Segunda guerra bóer: 118 días del «sitio de Ladysmith».
- 1904: en Lisboa, Portugal se funda el Sport Lisboa e Benfica.
- 1922: Egipto se independiza del Imperio británico.
- 1928: Chandrasekhara Raman publicó el Efecto Raman.
- 1935: Wallace Carothers crea el nailon.
- 1940: en el Madison Square Garden (Nueva York) se transmite por televisión el primer partido de básquet (Fordham University vs. University of Pittsburgh.
- 1941: en Santafé de Bogotá (Colombia) se funda el club de fútbol Independiente Santa Fe
- 1942: se libró la Batalla del estrecho de la Sonda entre las fuerzas de Japón y las fuerzas Aliadas, en el marco de la Segunda Guerra Mundial.
- 1954: en el atolón Bikini (islas Marshall), Estados Unidos detona la bomba de hidrógeno Bravo, de 15 Mt (megatones). En comparación, la soviética Bomba del Zar (la más potente de la Historia, de 1961) fue de 50 Mt, y la Little Boy (lanzada en 1945 sobre la población civil de Hiroshima) fue de 0,016 Mt. La lluvia radioactiva contamina a la tripulación del pesquero japonés Dragón Afortunado Cinco (de los que morirá uno de ellos seis meses más tarde) y a los propios soldados estadounidenses.
- 1955: se inaugura la línea ferroviaria Hanói-Pekín-Moscú-Berlín.
- 1959: en República Dominicana se inaugura la primera planta de televisión privada, denominada Radio HIN Television (Rahintel).
- 1964: en Estambul, Turquía Turgut Erenerol es nombrado segundo Patriarca de la Iglesia Ortodoxa Turca bajo el nombre de Eftim II.
- 1969: un terremoto de 7,8 en la escala de Richter sacudió Andalucía Occidental y el Sur de Portugal.
- 1971: en Caracas, Venezuela se crea el Grupo Teatral Rajatabla.
- 1973: en México, por primera vez se estrena un capítulo de El Chapulín Colorado.
- 1974: Estados Unidos y Egipto restablecen relaciones diplomáticas tras siete años.
- 1974: en el Reino Unido se celebra la primera ronda de las elecciones.

Queen junto a Maradona, Argentina 1981.

- 1975: en Londres, Reino Unido, un tren de metro colisiona con un muro en la estación Moorgate en el accidente de metro de Londres el más grave.
- 1980: en España se aprueba en referéndum el acceso de Andalucía a la autonomía mediante el procedimiento del artículo 151 de la Constitución española.
- 1981: en el estadio José Amalfitani, Queen se presentó por primera vez en Argentina.
- 1986: en Estocolmo es asesinado Olof Palme, el ex primer ministro sueco.
- 1990: en la Unión Soviética es reconocida la propiedad privada de los medios de producción y su transmisión en herencia a los descendientes.
- 1991: con la rendición de Irak, culmina la guerra del Golfo Pérsico.
- 1993: en Waco (Texas), agentes del Bureau of Alcohol, Tobacco and Firearms se incorporan al asedio de la iglesia davidiana para intentar arrestar a su líder David Koresh. Cuatro agentes y cinco miembros davidianos mueren en el primer tiroteo del asedio.
- 1997: dos asaltantes de banco (Larry Eugene Phillips, Jr. y Emil Matasareanu) fuertemente armados con entre otras AK-47, se enfrentan con la policía en las puertas de una sucursal del banco Bank of America en lo que se dio en llamar Tiroteo de North Hollywood
- 1998: en Kosovo ―en el marco de la guerra de Kosovo― la policía serbia comienza la ofensiva contra el Ejército de Liberación Kosovar.
- 2002: la Convención Europea inicia los trabajos de redacción de la Constitución Europea.
- 2002: en España, la peseta (moneda española) deja de ser de curso legal.
- 2007: en Perú se estrella un helicóptero, que mata a 3 personas y deja heridas a otras 3.
- 2012: en India se declara una huelga general que acumula 100 millones de trabajadores.
- 2013: en Ciudad del Vaticano renuncia el papa Benedicto XVI, siendo el primer pontífice en hacerlo en la era contemporánea y el cuarto en la Historia de la Iglesia católica.
- 2014: la Universidad de Guadalajara recibe el reconocimiento de "Benemérita" por el congreso del estado de Jalisco.

## Nacimientos
- 1155: Enrique el Joven, aristócrata francés (f. 1183).
- 1261: Margarita de Escocia, reina de Noruega (f. 1283).
- 1462: Juana la Beltraneja, hija de Enrique IV de Castilla y reina consorte de Portugal (f. 1530).

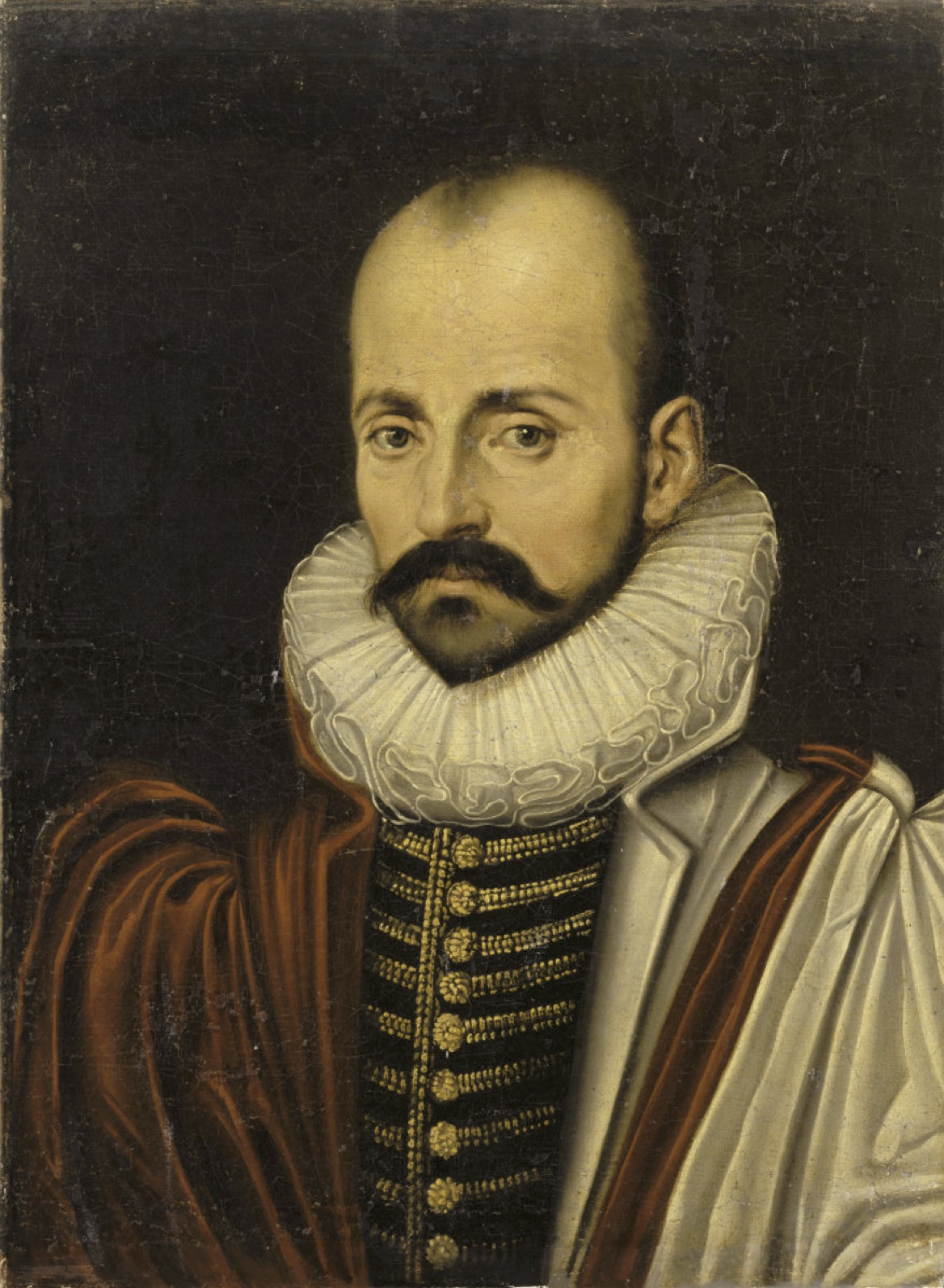
Michel de Montaigne.

- 1533: Michel de Montaigne, escritor y filósofo francés (f. 1592).
- 1552: Joost Bürgi, relojero suizo (f. 1632).
- 1606: William Davenant, poeta y dramaturgo inglés (f. 1668).
- 1675: Guillaume Delisle, cartógrafo francés (f. 1726).
- 1683: René Antoine Ferchault de Réaumur, científico francés (f. 1757).

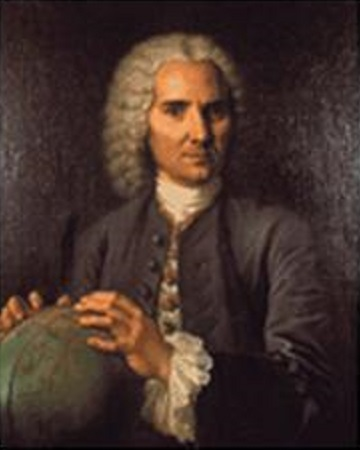
Louis Godin.

- 1704: Louis Godin, astrónomo francés (f. 1760).
- 1712: Louis-Joseph de Montcalm, militar francés (f. 1759).
- 1714: Gizziello (Gioachino Conti), cantante castrato italiano (f. 1761).
- 1761: José María España, militar y patriota venezolano (f. 1799).
- 1777: Ángel Augusto de Monasterio, escultor, militar y político argentino (f. 1817).
- 1812: Berthold Auerbach, poeta y autor alemán (f. 1882).
- 1820: John Tenniel, dibujante británico (f. 1914).
- 1825: Jean-Baptiste Arban, músico francés (f. 1889).

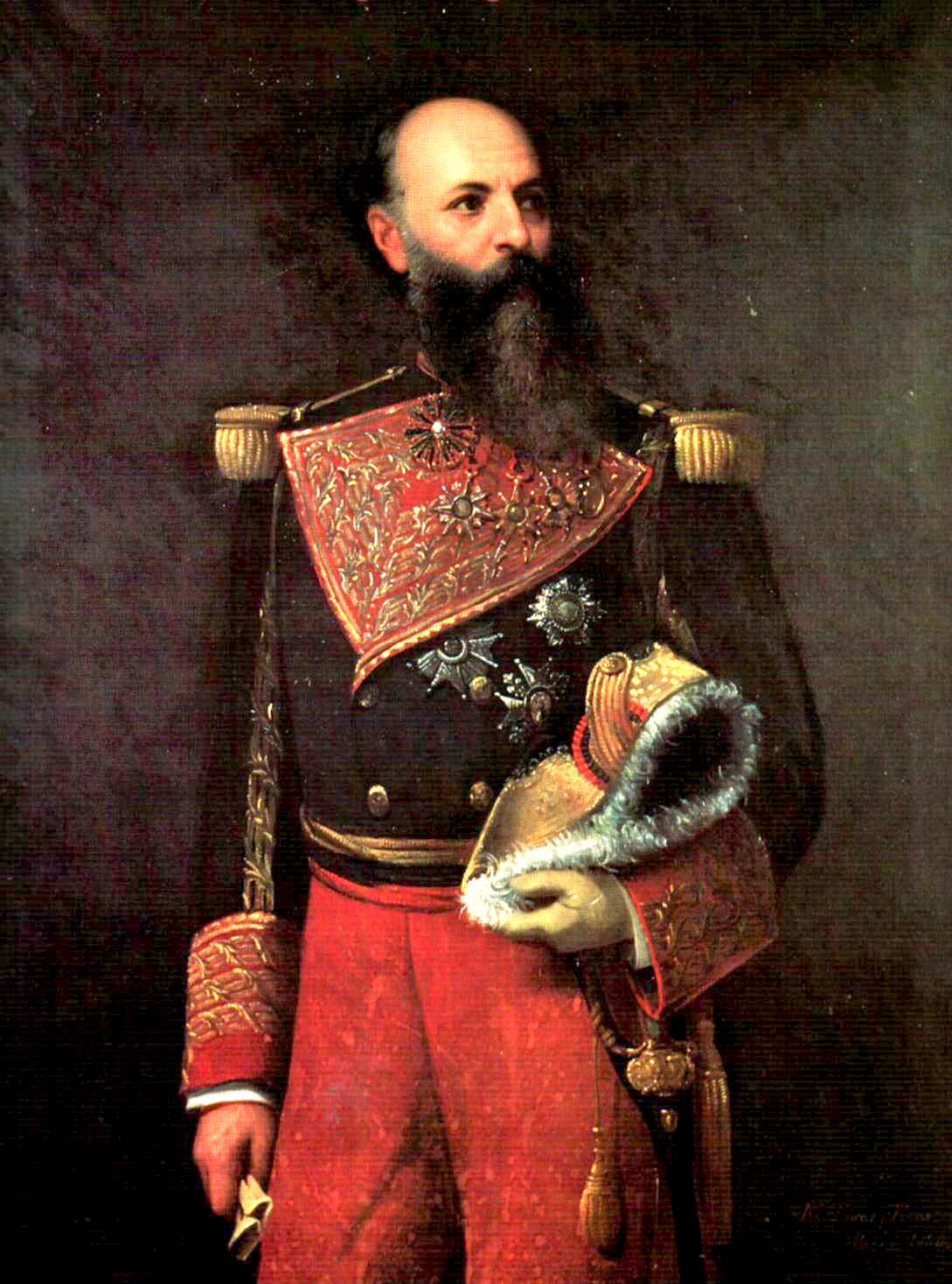
Antonio Guzmán Blanco.

- 1829: Antonio Guzmán Blanco, político y presidente venezolano (f. 1899).
- 1833: Alfred von Schlieffen, militar alemán (f. 1913).
- 1840: Henri Duveyrier, explorador francés (f. 1892).
- 1841: Albert de Mun, político francés (f. 1914).

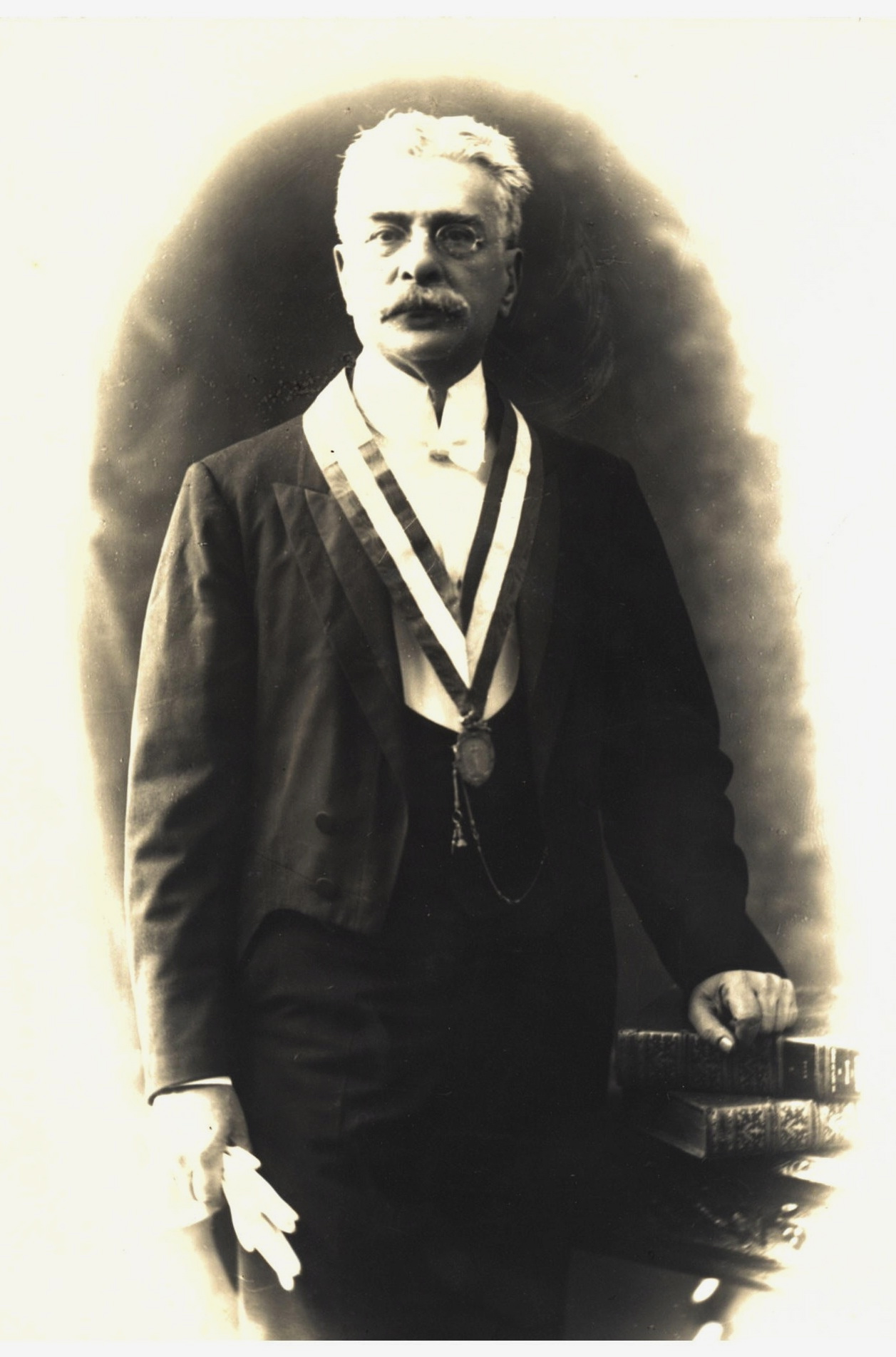
Francisco Eguiguren Escudero.

- 1855: Francisco Eguiguren Escudero, hacendado, jurista y político peruano (f. 1921).
- 1871: Manuel Díaz Rodríguez, escritor modernista venezolano (f. 1927).
- 1873: William Murdoch, marino británico (f. 1912).
- 1878: Pierre Fatou, matemático francés (f. 1929).
- 1879: Franz Tamayo, político y escritor boliviano (f. 1956).
- 1882: Geraldine Farrar, soprano y actriz estadounidense (f. 1967).
- 1886: José Gutiérrez-Solana, pintor español (f. 1945).
- 1889: Victor Sutherland, actor estadounidense (f. 1968).
- 1890: Anatol Gorélik, anarquista ucraniano (f. 1956).
- 1893: Vsévolod Pudovkin, cineasta soviético (f. 1953).
- 1894: Ben Hecht, escritor, cineasta y guionista estadounidense (f. 1964).
- 1895: Marcel Pagnol, novelista, guionista y cineasta francés (f. 1974).

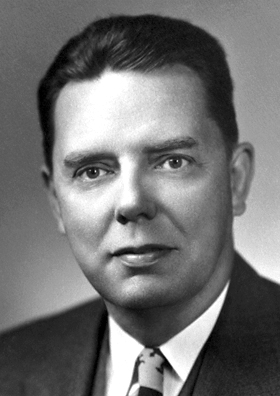
Philip Showalter Hench.

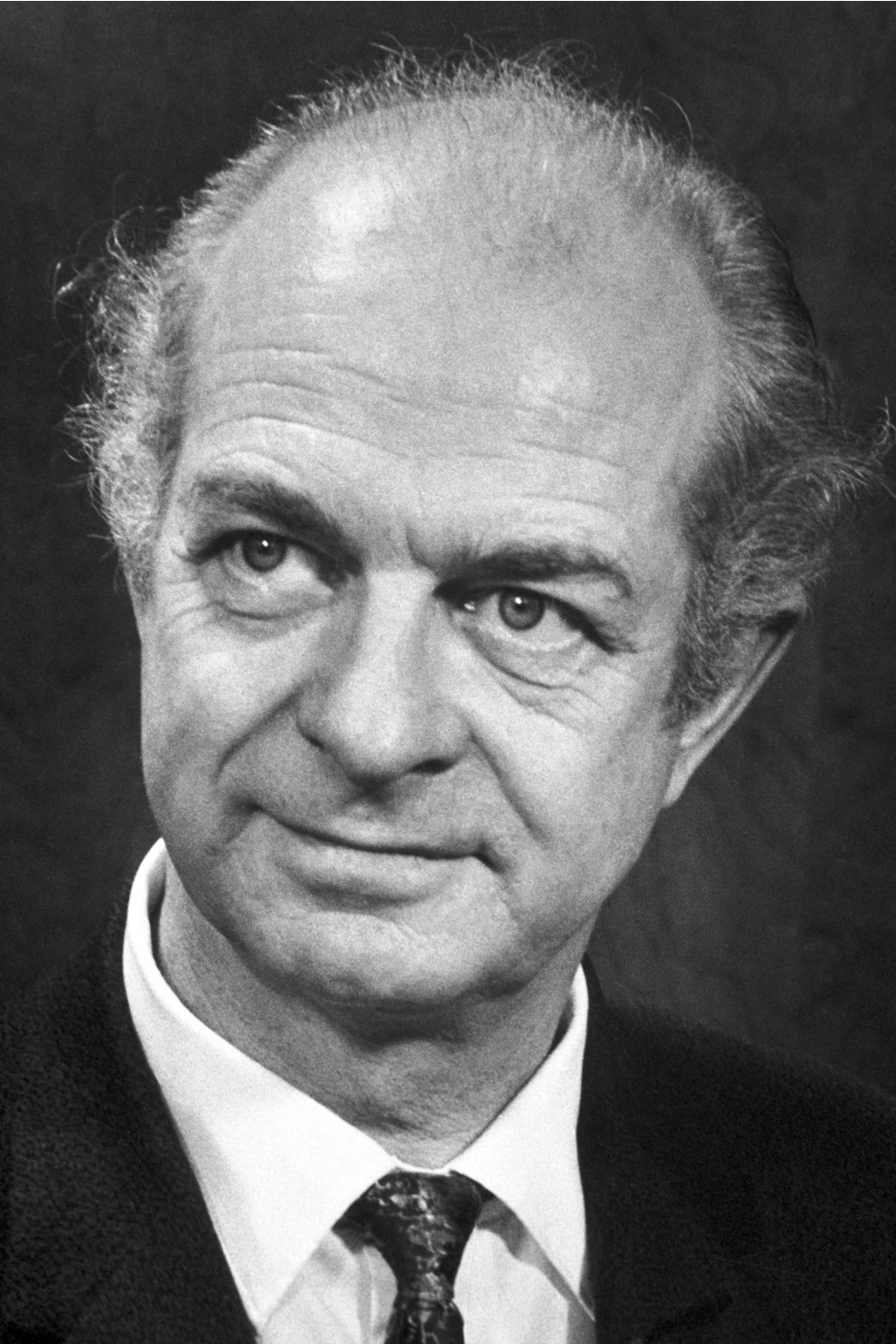
Linus Pauling.

- 1896: Philip S. Hench, médico estadounidense, premio nobel de medicina en 1950 (f. 1965).
- 1897: Pedro Albiñana, ciclista español (f. 1979).
- 1898: Molly Picon, actriz estadounidense (f. 1992).
- 1898: Zeki Rıza Sporel, futbolista turco (f. 1969).
- 1900: Wolfram Hirth, piloto e ingeniero aeronáutico alemán (f. 1959).
- 1901: Linus Pauling, bioquímico estadounidense, premio nobel de química en 1954 y de la paz en 1962 (f. 1994).
- 1902: Marcela Paz, escritora chilena (f. 1985).
- 1903: Vincente Minnelli, cineasta estadounidense (f. 1986).
- 1906: Bugsy Siegel, gánster estadounidense (f. 1947).
- 1906: Ernesto P. Uruchurtu, político mexicano (f. 1997).
- 1907: Milton Caniff, historietista estadounidense (f. 1988).
- 1907: Raúl Soulés Baldó, médico y político venezolano (f. 1976).
- 1908: William Coldstream, pintor británico (f. 1987).
- 1909: Stephen Spender, poeta británico (f. 1995).
- 1911: Otakar Vávra, cineasta checo (f. 2011).
- 1912: Clara Petacci, mujer italiana, amante de Benito Mussolini, asesinada (f. 1945).
- 1914: Elie Bayol, piloto francés de automovilismo (f. 1995).
- 1915: Salvador Ananía, odontólogo y político argentino (f. 1995).

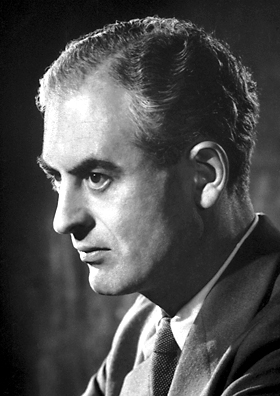
Peter Brian Medawar.

- 1915: Peter Brian Medawar, científico británico, premio nobel de fisiología en 1960 (f. 1987).
- 1915: Zero Mostel, actor y humorista teatral y cinematográfico estadounidense (f. 1977).
- 1916: Svend Asmussen, compositor, director y violinista danés (f. 2017).
- 1917: Ernesto Alonso, cineasta mexicano (f. 2007).
- 1917: Evangelista Chavarría, ciclista costarricense (f. 1986).
- 1918: Victorino Vázquez, futbolista mexicano (f. 1989).
- 1919: Brian Urquhart, diplomático y soldado británico (f. 2021).
- 1920: Teodoro Kantor, escritor y periodista argentino (f. 2011).
- 1921: Pierre Clostermann, piloto francés de la Segunda Guerra Mundial (f. 2006).
- 1921: Antonio Ferrandis, actor español (f. 2000).
- 1922: Yuri Lotman, lingüista y semiólogo ruso (f. 1993).
- 1923: Charles Durning, actor estadounidense (f. 2012).
- 1924: Christopher C. Kraft, ingeniero estadounidense (f. 2019).

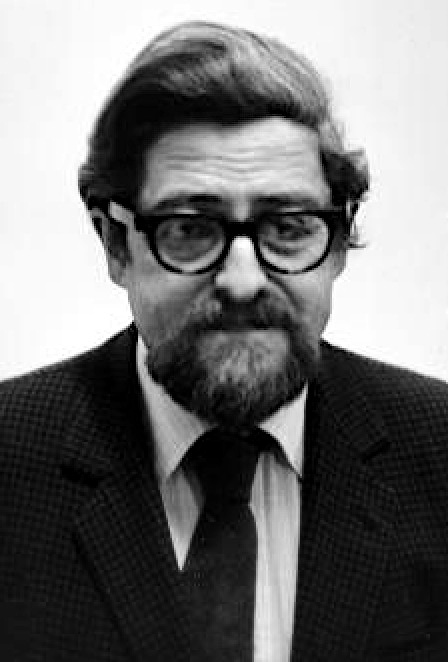
Louis Nirenberg.

- 1925: Louis Nirenberg, matemático canadiense (f. 2020).
- 1926: Svetlana Alilúyeva, escritora soviética, hija de Stalin (f. 2011).
- 1926: Antonio Vilaplana Molina, obispo español (f. 2010).
- 1927: Jarl Kulle, actor sueco (f. 1997).
- 1928: Stanley Baker, actor y productor galés (f. 1976).
- 1928: Rex Mossop, jugador de rugby australiano (f. 2011).
- 1928: Sylvia Del Villard, actriz, coreógrafa y bailarina puertorriqueña (f. 1990).
- 1928: Claude Confortès, actor francés (f. 2016).
- 1928: Tom Aldredge, actor estadounidense (f. 2011).
- 1929: Frank Gehry, arquitecto estadounidense.
- 1930: Leon N. Cooper, físico estadounidense, premio nobel de física en 1972 (f. 2024).

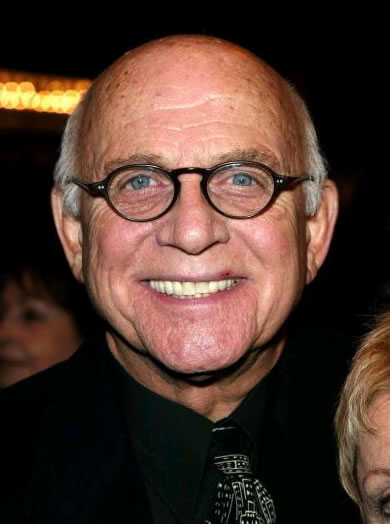
Gavin MacLeod.

- 1930: Gavin MacLeod, actor y activista cristiano estadounidense (f. 2021).
- 1930: Albert Bouvet, ciclista francés (f. 2017).
- 1930: Frank Malzone, beisbolista estadounidense (f. 2015).
- 1931: Dean Smith, entrenador de baloncesto estadounidense (f. 2015).
- 1932: Luís Vinício, futbolista y entrenador brasileño.
- 1934: Mandolino, comediante chileno (f. 2014).
- 1934: Maurice Godelier, antropólogo francés.
- 1937: Paolo Bonacelli, actor italiano.
- 1939: Daniel Chee Tsui, físico chino-estadounidense, premio nobel de física en 1998.
- 1939: Kamel Lemoui, futbolista argelino (f. 2022).
- 1939: Luciano Miguens, veterinario argentino (f. 2024).
- 1940: Mario Andretti, piloto de automovilismo estadounidense.
- 1941: Tristan Garel-Jones, político británico (f. 2020).
- 1942: Ántero Flores-Aráoz, abogado y político peruano.
- 1942: Brian Jones, músico y guitarrista británico, de la banda The Rolling Stones (f. 1969).
- 1942: Oliviero Toscani, fotógrafo italiano (f. 2025).
- 1942: Dino Zoff, futbolista italiano.
- 1943: Octavio Ocampo, pintor mexicano.
- 1943: Rodrigo Martínez Morilla, futbolista español (f. 2021).
- 1943: Pilar Brabo, política española (f. 1993).
- 1943: Tommy Kron, baloncestista estadounidense (f. 2007).
- 1944: Kelly Bishop, actriz estadounidense.
- 1944: Fanny Cano, actriz y productora mexicana (f. 1983).
- 1944: Sepp Maier, futbolista alemán.
- 1944: Storm Thorgerson, diseñador gráfico británico (f. 2013).
- 1945: Bubba Smith, actor y jugador estadounidense de fútbol americano (f. 2011).
- 1945: Alexei Ekimov, físico soviético nacionalizado estadounidense, Premio Nobel de Química 2023.
- 1945: Zygmunt Hanusik, ciclista polaco (f. 2021).
- 1946: Mirtha Ibarra, guionista, dramaturga y actriz cubana.
- 1947: Stephanie Beacham, actriz británica.
- 1947: Włodzimierz Lubański, futbolista polaco.
- 1947: Salvador Flamenco, futbolista salvadoreño.
- 1947: Leena Krohn, escritora finlandesa.
- 1948: Steven Chu, científico estadounidense, premio nobel de física en 1997.
- 1948: Mike Figgis, cineasta británico.
- 1948: Bernadette Peters, actriz y cantante estadounidense.
- 1948: Mercedes Ruehl, actriz estadounidense.
- 1948: Kjell Isaksson, atleta sueco.
- 1948: Renzo Martinelli, cineasta italiano.
- 1949: Jennifer Lamy, atleta australiana.
- 1949: Ilene Graff, actriz y cantante estadounidense.
- 1950: Imanol Uribe, cineasta español de origen salvadoreño.
- 1950: Andrés Roldán, futbolista cubano.
- 1950: Tom Riker, baloncestista estadounidense.
- 1950: Konstantin Lerner, ajedrecista ucraniano (f. 2011).
- 1951: Salvador Escrihuela Quiles, futbolista español (f. 2021).
- 1951: Gustav Thöni, esquiador italiano.
- 1953: Ingo Hoffmann, piloto brasileño.
- 1953: Paul Krugman, economista estadounidense.
- 1953: Levir Culpi, futbolista y entrenador brasileño.
- 1953: Luther Burden, baloncestista estadounidense (f. 2015).
- 1953: Ricky Steamboat, luchador profesional estadounidense.
- 1953: Wilbert Rozas, político peruano.
- 1955: Gilbert Gottfried, cómico estadounidense (f. 2022).
- 1955: Jimmy Calderwood, futbolista y entrenador escocés (f. 2025).
- 1956: Mimí Ardú, actriz argentina.
- 1956: Guy Maddin, cineasta canadiense
- 1956: Adrian Dantley, baloncestista estadounidense.
- 1956: Tommy Remengesau, presidente de Palao.
- 1956: Liem Swie King, jugador de bádminton indonesio.
- 1957: Ainsley Harriott, cocinero británico.
- 1957: John Turturro, actor estadounidense.
- 1957: Jan Ceulemans, futbolista y entrenador belga.
- 1958: Eduardo Blanco, actor argentino.
- 1958: María Casal, actriz española.
- 1958: Hendrika Vegter, regatista neerlandesa.
- 1958: Christina Lathan, atleta alemana.
- 1958: Gabriel Jolivet, músico y guitarrista argentino.
- 1958: Jon Leyne, periodista inglés (f. 2013).
- 1959: Marcia Mitzman Gaven, actriz estadounidense.
- 1959: Ramón Alberto Rolón Güepsa, obispo y teólogo colombiano.
- 1960: Dorothy Stratten, modelo canadiense (f. 1980).
- 1960: Mikael Ericsson, piloto de rally sueco.
- 1960: Konstantín Volkov, atleta soviético.
- 1961: Rae Dawn Chong, actriz canadiense.
- 1961: Larisa Berezhnaya, atleta ucraniana.
- 1961: Lee Jun-Kul, taekwondista surcoreano.
- 1962: Kitarō Kōsaka, animador y cineasta japonés.
- 1962: Carlos Mario Hoyos, futbolista y entrenador colombiano.
- 1962: Antonello Riva, baloncestista italiano.
- 1962: Gelucho, futbolista español.
- 1963: Gustavo Costas, futbolista y entrenador argentino.
- 1963: Claudio Chiappucci, ciclista italiano.
- 1963: Mauricio Saldívar, meteorólogo argentino.
- 1963: César Flores Maldonado, político y abogado mexicano.
- 1963: Pepe Mel, futbolista y entrenador español.
- 1964: Dzhamolidin Abduzhaparov, ciclista uzbeco.
- 1964: Pierre Hantaï, director de orquesta y clavecinista francés.
- 1965: Monika Wagner, jugadora de curling alemana.
- 1965: Sebastián Cruzado, futbolista español.
- 1966: Paulo Futre, futbolista portugués.
- 1966: Antonio Delli, actor de televisión, teatro, cine y doblaje venezolano.
- 1966: Néstor Lorenzo, futbolista y entrenador argentino.
- 1966: Eric Dubus, atleta francés.
- 1966: Vincent Askew, baloncestista estadounidense.
- 1967: Alberto Camargo, ciclista colombiano.
- 1967: Jeffrey Pfaendtner, remero estadounidense.
- 1967: Juan Carlos Ruiz García, político mexicano.
- 1968: Jorge Enrique Abello, actor colombiano.
- 1968: José Ordóñez Jr., humorista, pastor y comediante colombiano.
- 1968: Eric Van Meir, futbolista belga.
- 1968: Marcus Adam, atleta británico.
- 1969: Robert Sean Leonard, actor estadounidense.
- 1969: U. Srinivas, músico indio (f. 2014).
- 1970: Lemony Snicket (Daniel Handler), escritor estadounidense.
- 1970: Noureddine Morceli, atleta argelino.
- 1970: Karlo Kuret, regatista croata.
- 1970: Siaosi Sovaleni, político tongano.
- 1970: Sayed Najem, taekwondista canadiense.
- 1971: Junya Nakano, compositor japonés.
- 1971: Nigel Godrich, productor discográfica inglés.
- 1971: Xesús Fraga, escritor y periodista español.
- 1971: Tasha Smith, actriz y modelo estadounidense.
- 1972: Rory Cochrane, actor estadounidense.
- 1972: Jan Boven, ciclista neerlandés.
- 1972: Ion Chicu, político moldavo.
- 1972: Capri Virkkunen, cantante finlandesa.
- 1972: Melisa Moses, saltadora estadounidense.
- 1972: Jorge Rivera, artista marcial mixto estadounidense.
- 1973: Nicolas Minassian, piloto de carreras francés.
- 1973: Diego Reinhold, actor, comediante y conductor de televisión argentino.
- 1973: Masato Tanaka, luchador profesional japonés.
- 1973: Raúl Rodrigo Lara, futbolista mexicano.
- 1973: Zigor Aranalde, futbolista español.
- 1973: Xavi Valero, futbolista español.
- 1973: João Batista Da Silva, futbolista brasileño.
- 1973: Natallia Safronnikava, atleta bielorrusa.
- 1974: Lee Carsley, futbolista y entrenador irlandés.
- 1974: Alexander Zickler, futbolista alemán.
- 1974: Amanda Abbington, actriz británica.
- 1974: Alekséi Poliakov, futbolista ruso-uzbeko.
- 1974: Kevin Abrams, jugador de fútbol americano estadounidense.
- 1974: Henrique Pellicano, regatista brasileño.
- 1974: Leo Lagos, músico uruguayo.
- 1974: Christine Adams, atleta alemana.
- 1974: Janne Lahtela, esquiador acrobático finlandés.
- 1974: Natalia Karímova, ciclista rusa.
- 1974: Joaquín Campos, escritor español.
- 1974: Katie Allen, jugadora de hockey sobre césped australiana.
- 1975: Elijah Tana, futbolista zambiano.
- 1975: Mette Nielsen, nadadora danesa.
- 1975: Josep Sucarrats Miró, periodista español.
- 1975: Branch Warren, fisicoculturista estadounidense.
- 1975: Lucy Tulugarjuk, actriz, escritora y cantante canadiense.
- 1975: JC Losada, productor discográfico venezolano.
- 1976: Mónica Farro, vedette y actriz uruguaya.
- 1976: Ali Larter, actriz estadounidense.
- 1976: Geri Çipi, futbolista albanés.
- 1976: Francisco Elson, baloncestista neerlandés.
- 1976: José Manuel Roca Cases, futbolista y entrenador español.
- 1976: Omar de Jesús Borja, futbolista ecuatoriano.
- 1976: Midori Kawana, seiyū y cantante japonesa.
- 1976: Audun Grønvold, esquiador acrobático noruego (f. 2025).
- 1976: Adam Pine, nadador australiano.
- 1976: Maamar Mamouni, futbolista argelino.
- 1976: Angela Kennedy, nadadora australiana.
- 1976: Paul Loustau, actor español (f. 2007).
- 1976: Uriel Pérez, futbolista uruguayo.
- 1977: Jason Aldean, cantante estadounidense.
- 1977: Rafael Amaya, actor mexicano.
- 1977: Jean-François Rivière, futbolista francés.
- 1977: Janne Saarinen, futbolista finlandés.
- 1977: Lance Archer, luchador profesional estadounidense.
- 1977: Aaron Aguilera, luchador profesional estadounidense.
- 1977: Richard Naylor, futbolista inglés.
- 1977: Mirza Džomba, balonmanista croata.
- 1977: Chris Wooding, escritor británico.
- 1977: Rodrigo Sopeña, director de televisión español.
- 1977: Tatiana Levina, atleta rusa.
- 1977: Sandrine Paquier, nadadora suiza.
- 1977: Pierre Mignoni, rugbista francés.
- 1977: Tarik El Taib, futbolista libio.
- 1977: Gabriel Ortega Sanz, actor, guionista, cantante y político español.
- 1977: J. T. Petty, cineasta estadounidense.
- 1977: Kehinde Wiley, pintor estadounidense.
- 1977: Milan Drageljević, futbolista serbio.
- 1977: Ivan Raychev, futbolista búlgaro.
- 1977: Sergei Khramtsov, futbolista ruso.
- 1977: Reginaldo Estevao, futbolista brasileño.
- 1977: Artur Wichniarek, futbolista polaco.
- 1977: Godfrey Baniau, futbolista papú.
- 1978: Jamaal Tinsley, baloncestista estadounidense.
- 1978: Mariano Zabaleta, tenista argentino.
- 1978: Benjamin Raich, esquiador austriaco.
- 1978: Jefferson Fredo Rodrigues, futbolista brasileño.
- 1978: Rowen Fernández, futbolista sudafricano.
- 1978: Mira Luoti, cantante finlandesa.
- 1978: Marcos del Cero, futbolista argentino.
- 1978: Robert Heffernan, atleta irlandés.
- 1978: Gabriel Ernesto Pereyra, futbolista y entrenador argentino.
- 1978: Josep Pacreu, baloncestista español.
- 1979: Sébastien Bourdais, piloto de automovilismo francés.
- 1979: Ivo Karlović, tenista croata.
- 1979: Sander van Doorn, DJ y productor musical neerlandés de música trance y house.
- 1979: Andriy Nesmachniy, futbolista ucraniano.
- 1979: Stefan Wessels, futbolista alemán.
- 1979: Remco van der Schaaf, futbolista neerlandés.
- 1979: Alberto Zapata, futbolista panameño.
- 1979: Michael Bisping, peleador de artes marciales inglés.
- 1979: Spyros Balomenos, balonmanista griego.
- 1979: Levi Cash, actor pornográfico estadounidense.
- 1979: Chris Hayes, periodista estadounidense.
- 1979: Alekséi Savrasenko, baloncestista ruso.
- 1979: Hélder Rodrigues, piloto de rallies portugués.
- 1979: Marc Salyers, baloncestista estadounidense.
- 1980: Piotr Giza, futbolista polaco.
- 1980: Christian Poulsen, futbolista danés.
- 1980: Tayshaun Prince, baloncestista estadounidense.
- 1980: Omar Pouso, futbolista uruguayo.
- 1980: Alberto Batun Chulim, político mexicano.
- 1980: Dominica Leoni, actriz pornográfica checa.
- 1980: Javier Castaño, torero español.
- 1980: Kata Tüttő, política húngara.
- 1981: Florent Serra, tenista francés.
- 1981: Roberto Trashorras, futbolista español.
- 1981: Jordi López, futbolista español.
- 1981: Kazuhisa Hamaoka, futbolista japonés.
- 1981: Marco Tulio, futbolista brasileño.
- 1981: Mark Brown, futbolista escocés.
- 1981: Mopsi Veromaa, tiradora finlandesa.
- 1981: Anke Kühn, jugadora de hockey sobre césped alemana.
- 1982: Martín Galmarini, futbolista argentino.
- 1982: Natalia Vodiánova, modelo rusa.
- 1982: Jonathan Aspas, futbolista español.
- 1982: Ignacio Don, futbolista argentino-paraguayo.
- 1982: Daniel Leites, futbolista uruguayo.
- 1982: Yelena Slesarenko, atleta rusa.
- 1982: Alberto Losada, ciclista español.
- 1983: Jorge Pina Roldán, futbolista español.
- 1983: Ferran Pol, futbolista andorrano.
- 1983: Thiago dos Santos Costa, futbolista brasileño.
- 1983: Sara Nordenstam, nadadora noruega.
- 1983: Vunga Lilo, rugbista tongano.
- 1983: Terry Bywater, baloncestista británico.
- 1984: Karolína Kurková, modelo checa.
- 1984: Fredrik Stoor, futbolista sueco.
- 1984: Raúl Cámara, futbolista español.
- 1984: Gergely Boros, piragüista húngaro.
- 1984: Deyan Gueorguiev, piragüista búlgaro.
- 1984: Noureen DeWulf, actriz estadounidense.
- 1984: Laura Asadauskaitė, pentatleta lituana.
- 1984: Unai Uribarri, ciclista español.
- 1984: Josep Maria Guzmán Cañas, baloncestista español.
- 1984: Andrew Diebold, remero estadounidense.
- 1984: Marshall Godschalk, remero neerlandés.
- 1985: Diego Ribas, futbolista brasileño.
- 1985: Fefe Dobson, cantante canadiense.
- 1985: Jelena Janković, tenista serbia.
- 1985: Víctor Casadesús, futbolista español.
- 1985: Marco Cusin, baloncestista italiano.
- 1985: Becky Kim, nadador estadounidense.
- 1985: Esther Lofgren, remera estadounidense.
- 1985: Gabi Zanotti, futbolista brasileña.
- 1985: Charles Swini, futbolista malaui (f. 2024).
- 1986: Grenddy Perozo, futbolista venezolano.
- 1986: David Blumer, futbolista suizo.
- 1986: Jakson Coelho, futbolista brasileño.
- 1986: Brendan Neufeld, jugador de curling canadiense.
- 1986: Claire Feuerstein, tenista francesa.
- 1986: Dmitri Kosiakov, ciclista ruso.
- 1987: Kerrea Gilbert, futbolista británico.
- 1987: Sabrina Vega Gutiérrez, ajedrecista española.
- 1987: Stephanie Sigman, actriz mexicana.
- 1987: Antonio Candreva, futbolista italiano.
- 1987: Josh McRoberts, baloncestista estadounidense.
- 1987: Michelle Horn, actriz estadounidense.
- 1987: Hazel Keech, actriz y modelo británica.
- 1988: Markéta Irglová, cantautora y actriz checa.
- 1988: Candela Márquez, actriz española.
- 1988: Jonas Elmer, futbolista suizo.
- 1988: Gerardo Vonder Putten, futbolista uruguayo.
- 1988: Kalú Gastelum, futbolista mexicano.
- 1988: Victor Hugo Melgar, futbolista boliviano.
- 1988: Jumma Genaro, futbolista sudanés.
- 1988: Serguei Bocharnikov, biatleta bielorruso.
- 1989: Zhang Li Yin, cantante y artista china.
- 1989: César González (poeta), poeta y cineasta argentino.
- 1989: Fábio Aguiar, futbolista brasileño.
- 1989: Giovani Luiz Neitzke, futbolista brasileño.
- 1989: Alberto Escassi, futbolista español.
- 1989: Leandro Montagud, futbolista español.
- 1989: Erick Téllez, futbolista nicaragüense.
- 1989: Besar Musolli, futbolista kosovar.
- 1989: Shaun Cummings, futbolista inglés.
- 1989: Angelababy Yeung, actriz y modelo china.
- 1989: David Louhoungou, futbolista francés.
- 1989: Rodolfo González Aránguiz, futbolista chileno.
- 1989: Rafael Enrique Navarro, futbolista colombiano.
- 1989: Mariano Monllor, futbolista argentino.
- 1989: Charles Jenkins, baloncestista estadounidense.
- 1989: Sanaa Atabrur, taekwondista marroquí.
- 1989: Dean Mason, futbolista inglés-montserratense.
- 1989: Aaron Moten, actor estadounidense.
- 1990: Georgina Leonidas, actriz británica.
- 1990: Pablo Acosta, futbolista uruguayo.
- 1990: Morten Nielsen, futbolista danés.
- 1990: Fábio da Conceição Amorim, futbolista brasileño.
- 1990: Daniel Pérez Otero, baloncestista español.
- 1990: Sebastian Rudy, futbolista alemán.
- 1990: Naomi Broady, tenista británica.
- 1990: Julián Guillermo Rojas, futbolista colombiano.
- 1990: Javi Cabezas, futbolista español.
- 1990: Diego Chavarría, futbolista salvadoreño.
- 1990: Felix Wimberger, remero alemán.
- 1990: Brek Shea, futbolista estadounidense.
- 1990: Damián Santagati, futbolista argentino.
- 1990: Takayasu Akira, luchador de sumo japonés.
- 1990: Sebastián Giovini, futbolista argentino.
- 1990: Ibrahim Amada, futbolista malgache.
- 1990: Philipp Eng, piloto de automovilismo austriaco.
- 1991: Alejandro Valencia, actor y modelo mexicano.
- 1991: Sarah Bolger, actriz irlandesa.
- 1991: Jack Hawksworth, piloto de automovilismo británico.
- 1991: Tesfom Okubamariam, ciclista eritreo.
- 1991: Devin Booker, baloncestista estadounidense.
- 1992: Lucie Vonkova, futbolista checa.
- 1992: Cristian Brolli, futbolista sanmarinense.
- 1992: Nayeli Rangel, futbolista mexicana.
- 1992: Mariona Ortiz, baloncestista española.
- 1992: Johan Rey, futbolista peruano.
- 1992: Óscar González Brea, ciclista español.
- 1992: Luis Francisco Rodríguez, futbolista costarricense.
- 1992: Antwan Scott, baloncestista estadounidense.
- 1992: Mouhamed El-Mactar Diao, taekwondista senegalés.
- 1992: Rémi Desbonnet, balonmanista francés.
- 1993: Éder Álvarez Balanta, futbolista colombiano.
- 1993: Emmelie de Forest, cantante danesa ganadora del Festival Eurovision 2013.
- 1993: Néstor Salinas, futbolista español.
- 1993: Andre Hoffmann, futbolista alemán.
- 1993: Victoria Ohuruogu, atleta británica.
- 1993: Kai Kobayashi, atleta japonés.
- 1993: Salomé Báncora, esquiadora alpina argentina.
- 1993: Dominykas Jančionis, remero lituano.
- 1993: Lindon Victor, atleta granadino.
- 1993: Christian Günter, futbolista alemán.
- 1993: Marquis Teague, baloncestista estadounidense.
- 1994: Jake Bugg, cantautor británico.
- 1994: Arkadiusz Milik, futbolista polaco.
- 1994: Ghailene Chaalali, futbolista tunecino.
- 1994: Ibrahima Cissé, futbolista belga.
- 1994: Rodrigo Senattore, tenista uruguayo.
- 1994: Jonatan Di Giosia, entrenador de fútbol español.
- 1994: Stella Akakpo, atleta francesa.
- 1994: Fedrick Dacres, atleta jamaicano.
- 1994: Jari Huttunen, piloto de rally finlandés.
- 1994: Alex Caruso, baloncestista estadounidense.
- 1994: Manel Royo, futbolista español.
- 1994: Dalvin Tomlinson, jugador de fútbol americano estadounidense.
- 1995: Javi Muñoz Jiménez, futbolista español.
- 1995: Jon Guridi, futbolista español.
- 1995: Serigne Abdou Thiam, futbolista catarí (f. 2016).
- 1995: Madisen Beaty, actriz estadounidense.
- 1995: Randy Arozarena, beisbolista cubano.
- 1995: Sholto Carnegie, remero británico.
- 1995: Piotr Johansson, futbolista sueco.
- 1995: Alesha Zappitella, luchadora estadounidense.
- 1995: Quinn Shephard, actriz estadounidense.
- 1995: Andrés Felipe Rivera, futbolista colombiano.
- 1995: Nicole Regnier, futbolista colombiana.
- 1995: Matteo Donati, tenista italiano.
- 1995: Lukas Baum, ciclista alemán.
- 1996: Danilo Barbosa da Silva, futbolista brasileño.
- 1996: Lucas Boyé, futbolista argentino.
- 1996: Karsten Warholm, atleta noruego.
- 1996: Marcos Bolados, futbolista chileno.
- 1996: Dhea Annisa, actriz y cantante indonesia.
- 1996: Niels Van Zandweghe, remero belga.
- 1996: Adrià Arjona, futbolista español.
- 1996: Avigail Alfatov, modelo israelí.
- 1996: Federico Martínez Berroa, futbolista uruguayo.
- 1996: Alexandra Manly, ciclista australiana.
- 1996: Genta Omotehara, futbolista japonés.
- 1996: Miguel Abraham Polo Polo, político colombiano.
- 1996: Axel Werner, futbolista argentino.
- 1996: Horacio Tijanovich, futbolista argentino.
- 1996: José Fiallos, futbolista hondureño.
- 1996: Shi Yuqi, jugador de bádminton chino.
- 1996: Bobb'e J. Thompson, actor estadounidense.
- 1996: Gonzalo Valle, futbolista ecuatoriano.
- 1996: Jack Harper, futbolista escocés.
- 1996: Facundo Alfredo Castro, futbolista argentino.
- 1996: Leungo Scotch, atleta botsuano.
- 1997: Kyōko Yoshine, actriz japonesa.
- 1997: Mady Camara, futbolista guineano.
- 1997: Michael Storer, ciclista australiano.
- 1997: Kathleen Baker, nadadora estadounidense.
- 1997: Brock Anderso, luchador estadounidense.
- 1997: Ace Austin, luchador estadounidense.
- 1997: Brayan Caicedo, futbolista colombiano.
- 1997: Andrea Falcón, futbolista española.
- 1997: Jordan Murphy, baloncestista estadounidense.
- 1997: Mustapha Bundu, futbolista sierraleonés.
- 1997: Erec Bruckert, piloto de bobsleigh alemán.
- 1997: Kristina Sivkova, atleta rusa.
- 1997: Juan Pablo Mazza, futbolista argentino.
- 1997: Robert Heppenstall, atleta canadiense.
- 1997: Iván Gómez, futbolista argentino.
- 1997: Yayesh Tesfaw, atleta etíope.
- 1997: Laros Duarte, futbolista neerlandés-caboverdiano.
- 1997: Abby Champion, modelo estadounidense.
- 1998: Teun Koopmeiners, futbolista neerlandés.
- 1998: Roman Babyak, futbolista ucraniano.
- 1998: Cassius Winston, baloncestista estadounidense.
- 1998: Brian Orosco, futbolista argentino.
- 1998: Barthélémy Chinenyeze, voleibolista francés.
- 1998: Edmilsa Governo, atleta mozambiqueña.
- 1998: Karl Vallner, futbolista estonio.
- 1998: Xuan Xulian, remera china.
- 1998: Hebert Conceição, boxeador brasileño.
- 1998: Eduardo Darias, futbolista uruguayo.
- 1998: Ari Gameplays, youtuber mexicana.
- 1998: Jenna Gray, voleibolista estadounidense.
- 1999: Luka Dončić, baloncestista esloveno.
- 1999: Patricio Gregorio, futbolista uruguayo.
- 1999: Eric Cantú, futbolista mexicano.
- 1999: Keyshawn Davis, boxeador estadounidense.
- 1999: Johan Lara, futbolista ecuatoriano.
- 1999: James Mitri, ciclista británico.
- 1999: Sebastian Adamczyk, voleibolista polaco.
- 1999: Nedim Bajrami, futbolista suizo-albanés.
- 1999: Aaron Cole, rapero estadounidense.
- 1999: Jonathan Daviss, actor estadounidense.
- 1999: Yazmin Jauregui, peleadora de artes marciales mixtas mexicana.
- 1999: Gary Brightwell, jugador de fútbol americano estadounidense.
- 2000: Moise Kean, futbolista italiano.
- 2000: Paula del Río, actriz española.
- 2000: Ismael Corraliza, baloncestista español.
- 2000: Josip Šutalo, futbolista croata.
- 2000: Yuki Ogaki, futbolista japonés.
- 2000: Gonzalo Crettaz, futbolista hispano-argentino.
- 2000: Ramiro Balbuena, futbolista argentino.
- 2000: Bartłomiej Koziejko, nadador polaco.
- 2000: Lucía Sánchez Laguna, jugadora de fútbol sala española.
- 2000: Maximiliano García, futbolista mexicano.
- 2000: Sory Ibrahim Diarra, futbolista maliense.
- 2001: Jorge Herrando, futbolista español.
- 2001: Berihu Aregawi, atleta etíope.
- 2001: Tomáš Vlček, futbolista checo.
- 2001: Alejandro García Castillo, futbolista colombiano.
- 2001: Xavi Lock, actor y modelo español.
- 2002: Marin Ljubičić, futbolista croata.
- 2002: Aaron Hill, jugador de snooker irlandés.
- 2002: Luis Fernando Vega, futbolista hondureño.
- 2002: Gustavo Heide, tenista brasileño.
- 2002: Hugo Arillo Vázquez, taekwondista español.
- 2002: Fatima-Ezahra Abufaras, taekwondista marroquí.
- 2002: Louis Le Brun, rugbista francés.
- 2003: Brodie Young, atleta británico.
- 2003: Cian Uijtdebroeks, ciclista belga.
- 2003: Tarik Muharemović, futbolista bosnio.
- 2003: Luka Gagnidze, futbolista georgiano.
- 2003: Bryant Ortega, futbolista venezolano.
- 2005: Vitor Roque, futbolista brasileño.
- 2005: Tarek Buchmann, futbolista alemán.
- 2005: Yitayal Yigzaw, atleta etíope.
- 2006: Esquerdinha, futbolista brasileño.

## Fallecimientos
- 628: Khosrow II, rey del Imperio sasánida (n. ?).
- 911: Abu Abdallah al-Shi'i, imán musulmán chiita.
- 1510: Juan de la Cosa, navegante y cartógrafo español.
- 1525: Cuauhtémoc, último emperador azteca.
- 1572: Aegidius Tschudi, historiador suizo (n. 1505).
- 1589: Diego Pérez de Valdivia, religioso español.
- 1613: Lupercio Leonardo de Argensola, poeta y cronista español (n. 1559).
- 1621: Cosme II de Médicis, aristócrata italiano (n. 1590).
- 1648: Cristian IV, rey danés (n. 1577).
- 1746: Hermann von der Hardt, historiador alemán (n. 1660).
- 1854: Simón Rodríguez, filósofo y educador venezolano (n. 1769).
- 1869: Alphonse de Lamartine, escritor, poeta y político francés (n. 1790).
- 1881: Jesús González Ortega, militar y político mexicano (n. 1822).
- 1899: José María Cabral y Luna, general y presidente dominicano (n. 1816).
- 1903: Laureano Figuerola, político y economista español (n. 1816).
- 1914: Salvador Cisneros Betancourt, político cubano, presidente de la República de Cuba en Armas (n. 1828).
- 1916: Henry James, escritor y crítico literario estadounidense (n. 1843).
- 1917: Almafuerte, poeta argentino.
- 1925: Friedrich Ebert, canciller alemán (n. 1871).
- 1928: Cocherito de Bilbao (Cástor Jaureguibeitia), torero español (n. 1876).
- 1932: Guillaume Bigourdan, astrónomo francés (n. 1851).
- 1935: Chiquinha Gonzaga, compositora brasileña (n. 1847).
- 1936: Charles Nicolle, médico francés, premio nobel de medicina en 1928.
- 1941: Alfonso XIII, rey de España (n. 1886).
- 1956: Carlo Gnocchi, sacerdote italiano (n. 1902).
- 1959: Maxwell Anderson, dramaturgo estadounidense (n. 1888).
- 1962: Julio Camba, periodista y escritor español (n. 1884).
- 1963: Rajendra Prasad, primer presidente indio (n. 1884).
- 1967: Henry Luce, periodista estadounidense (n. 1898).
- 1968: Nikolái Vóronov, militar soviético (n. 1899)
- 1973: Tito Rodríguez, cantante, director de orquesta y músico puertorriqueño (n. 1923).
- 1973: Cecil Kellaway, actor británico (n. 1893).
- 1974: Carlos Keller, político chileno (n. 1897).
- 1977: Eddie "Rochester" Anderson, actor estadounidense (n. 1905).
- 1977: José Luis Romero, historiador argentino (n. 1909).
- 1978: Philip Ahn, actor estadounidense (n. 1905).
- 1978: Eric Frank Russell, escritor británico (n. 1905).
- 1981: Tono Andreu, actor argentino (n. 1915).
- 1981: Álvaro Cunqueiro, escritor y cronista español (n. 1911).
- 1981: Virginia Huston, actriz estadounidense (n. 1925).
- 1984: Osvaldo Pacheco, actor argentino (n. 1932).
- 1985: David Byron, cantante británico, de la banda Uriah Heep (n. 1947).
- 1986: Olof Palme, primer ministro sueco.
- 1986: Liudmila Rudenko ajedrecista soviética (n. 1904).
- 1988: Mikha'il Na'ima, escritor libanés (n. 1889).
- 1991: Abel Quezada, escritor, historietista y caricaturista mexicano (n. 1920).
- 1993: Ruby Keeler, actriz, cantante y bailarina canadiense (n. 1909).
- 1994: Enrico Maria Salerno, actor y cineasta italiano (n. 1926).
- 1998: Arkady Shevchenko, diplomático soviético (n. 1930).
- 1998: Antonio Quarracino, cardenal argentino (n. 1923).
- 2002: Aldo Cammarota, guionista y humorista argentino (n. 1930).
- 2002: Helmut Zacharias, violinista alemán (n. 1920).
- 2003: Manuel Ferrol, fotógrafo español (n. 1923).
- 2003: Fidel Sánchez Hernández, político y militar salvadoreño.
- 2004: Carmen Laforet, escritora española.
- 2004: Daniel J. Boorstin, historiador estadounidense (n. 1914).
- 2005: Francisco Cabrero, arquitecto español (n. 1912).
- 2006: Owen Chamberlain, físico estadounidense, premio nobel de física en 1959 (n. 1920).
- 2007: Charles Forte, empresario y magnate británico de origen italiano.
- 2007: Arthur M. Schlesinger, Jr., historiador estadounidense (n. 1917).
- 2008: Joseph Juran ingeniero y experto en el control de calidad rumano (n. 1904).
- 2008: Mike Smith, tecladista de la banda The Dave Clark Five (n. 1943).
- 2009: Miguel Serrano, escritor y diplomático chileno (n. 1917).
- 2010: Jorge Villamil, fue un compositor y médico traumatólogo colombiano. (n. 1929).
- 2010: Carlos Montemayor, escritor y traductor mexicano (n. 1947).
- 2011: Annie Girardot, actriz francesa (n. 1931).
- 2011: Jane Russell, actriz estadounidense (n. 1921).
- 2013: Donald A. Glaser, físico estadounidense (n. 1926).
- 2015: Yaşar Kemal, escritor turco (n. 1923).
- 2016: George Kennedy, actor estadounidense (n. 1925).
- 2017: Alfonso Baella Tuesta, periodista, abogado y político (n. 1926).
- 2018: Rogelio Guerra, actor mexicano (n. 1936).
- 2019: André Previn, pianista, director de orquesta y compositor estadounidense (n. 1929).
- 2020: Freeman Dyson, físico y matemático angloestadounidense (n. 1923).
- 2021: Jorge Oñate, músico colombiano, cantante y compositor de música vallenata. (n. 1950).
- 2021: Milan Bandić, político croata (n. 1955).
- 2025: Miguel Piñera, cantante y empresario chileno (n. 1954).

## Celebraciones
Compartidas
- Unión Europea: 
  - Día de las Enfermedades Raras.

- Arabia Saudita |  Baréin |  Emiratos Árabes Unidos |  Jordania |  Omán |  Yemen: 
  - Día del Maestro.

 Por países
(Por orden alfabético)
- Argentina: 
  - Día del Bailarín.[2]
Celebración en honor al nacimiento del bailarín argentino Jorge Donn (1947-1992), que fue un destacado bailarín, intérprete y coreógrafo argentino, considerado uno de los más grandes e icónicos de la danza del siglo XX.

- España: 
  - Día de Andalucía.

- Perú: 
  - Día Nacional de la Lucha contra la Osteoporosis.[3]
Esta fecha busca concientizar a la sociedad sobre la importancia de cuidar la salud ósea.

- República de China: 
  - Día de la Paz.

- Uruguay: 
  - Grito de Asencio.

### Santoral católico

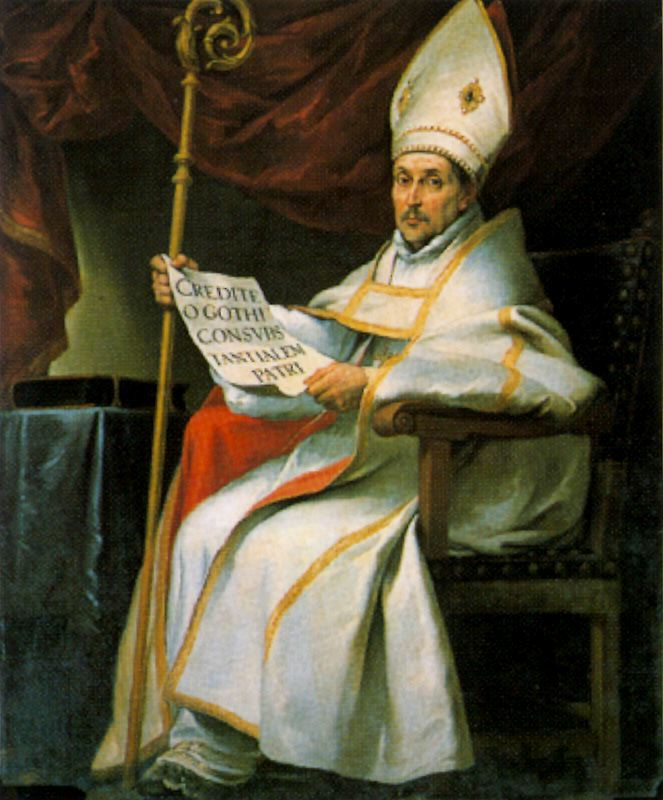
San Leandro de Sevilla. Cuadro de Murillo en la Catedral de Sevilla.

- Festejo del día: San Leandro de Sevilla.[4] (imagen ilustrativa).
- Santos Mártires de Alejandría (f. 262).
- San Román de Jura, abad (f. 463).
- San Rufino, mártir (f. 250).
- Santas Marana y Cira de Berea, vírgenes (s. V).[4]
- Beato Daniel Brottier, presbítero (f. 1936).[4]
- Beato Timoteo Trojanowski, presbítero y mártir (f. 1942).[4]

En años no bisiestos
- San Hilario, papa (f. 468).
- San Osvaldo de Worchester, obispo, canónigo y monje (f. 992).[4]
- Beata Antonia de Florencia, fundadora y abadesa (f. 1472).
- San Agusto Chapdelaine, presbítero y mártir (f. 1856).